# Virginia Rometty

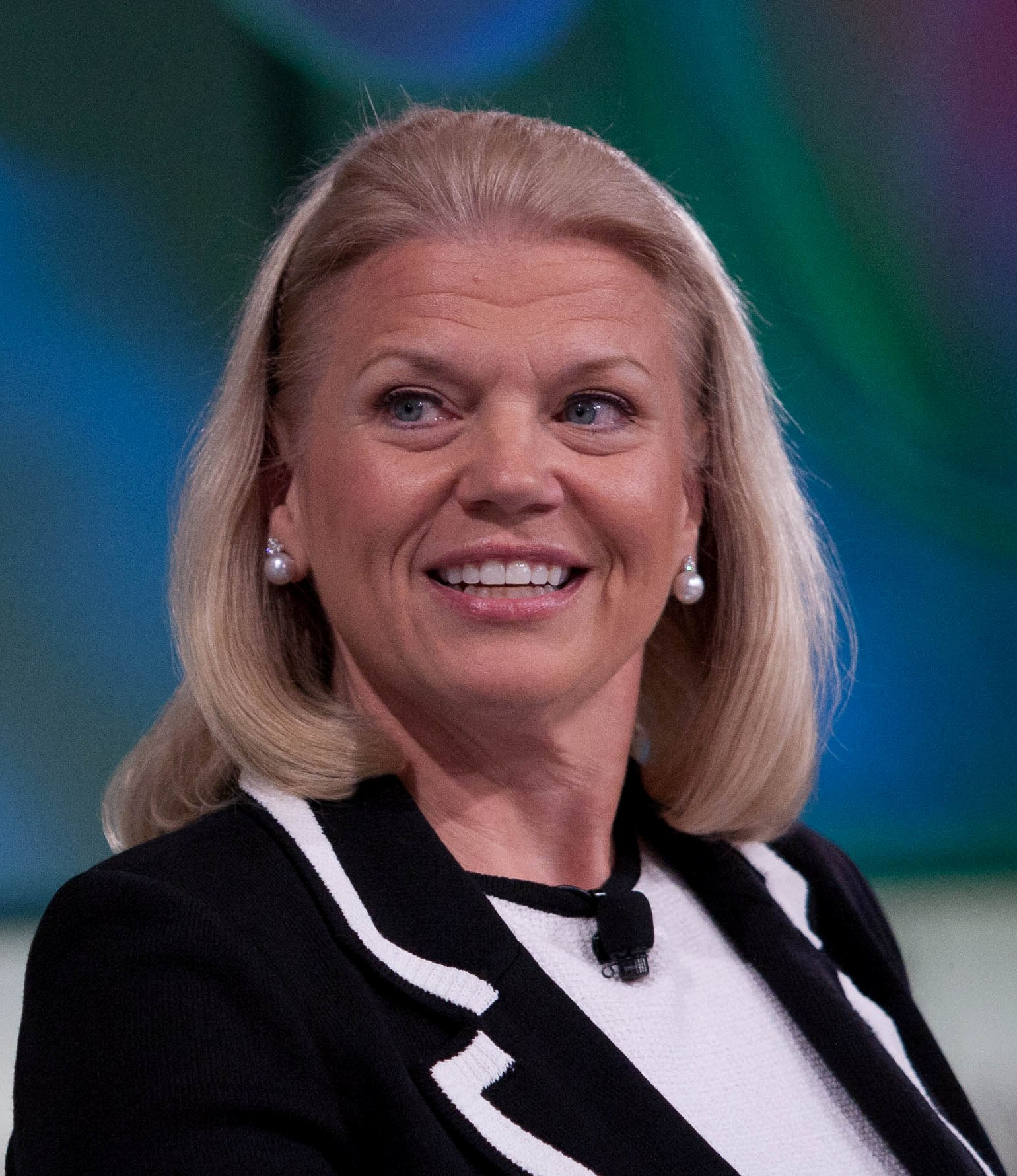
Ginni Rometty (2011)

Virginia Marie „Ginni“ Rometty (* 29. Juli 1957 in Chicago, Illinois) ist eine US-amerikanische Informatikerin, Elektrotechnik-Ingenieurin und Wirtschaftsmanagerin. Von Anfang 2012 bis Januar 2020 war sie CEO und Präsidentin von IBM. Im Anschluss wechselte sie auf die Position des Executive Chairman.

## Leben
Rometty wurde als ältestes von vier Kindern geboren und wuchs in einem Vorort von Chicago auf. Sie erreichte 1979 an der Robert R. McCormick School of Engineering and Applied Science der Northwestern University einen prämierten Bachelor-Abschluss in Informatik und Elektrotechnik und war dann zunächst am General Motors Institute tätig. 1981 trat sie als Systemingenieurin in Detroit ins Unternehmen IBM ein. 1991 wechselte sie in die Wirtschaftsberatungssparte des Konzerns (IBM Consulting Group), 2002 organisierte sie als Generalmanagerin des Geschäftsbereiches IBM Global Business Services die Integration des von IBM zu einem Preis von rund 3,9 Milliarden Dollar übernommenen Consulting-Bereichs von PricewaterhouseCoopers in den Konzern.
2009 wurde Rometty stellvertretende Präsidentin und Mitglied der Geschäftsleitung, verantwortlich für den Bereich Verkauf, Marketing und Strategie. Im Herbst 2011 wurde sie mit Wirkung zum 1. Januar 2012 zum ersten weiblichen CEO und Unternehmenspräsidentin von IBM berufen. In diesen Positionen ist sie Nachfolgerin von Samuel J. Palmisano, den sie am 1. Oktober 2012 auch als Chairman ablöste.
Nachdem sie Ende 2020 IBM verlassen hatte, wurde sie Verwaltungsratsmitglied von JPMorgan Chase.
Das Forbes Magazine stellte Rometty 2012 auf Rang 15 in seiner Liste der mächtigsten Frauen der Welt, das Magazin Fortune listete sie seit 2004 jährlich als eine der fünfzig mächtigsten Frauen der Wirtschaftswelt (zuletzt 2011 auf Rang 7), das Magazin Time führt sie 2012 in der jährlichen Liste Time 100 der einflussreichsten Menschen der Welt auf.
Mit Gesamtbezügen von 97 Mio. Dollar lag sie 2016 auf Rang 6 des Bloomberg Pay Index und war als einzige Frau unter den Top Ten.